# Sindaci di Chieti
Di seguito l'elenco cronologico dei sindaci di Chieti e delle altre figure apicali equivalenti che si sono succedute nel corso della storia.

## Regno di Napoli (1334-1816)
| Sindaci nominati dal sovrano (1334-1816)                       | Sindaci nominati dal sovrano (1334-1816) | Sindaci nominati dal sovrano (1334-1816) | Sindaci nominati dal sovrano (1334-1816) | Sindaci nominati dal sovrano (1334-1816) |
| Nominativo                                                     | Mandato                                  | Mandato                                  |                                          |                                          |
| Nominativo                                                     | Inizio                                   | Fine                                     |                                          |                                          |
| Camerlenghi (1334-1798)                                        | Camerlenghi (1334-1798)                  | Camerlenghi (1334-1798)                  | Camerlenghi (1334-1798)                  | Camerlenghi (1334-1798)                  |
| -------------------------------------------------------------- | ---------------------------------------- | ---------------------------------------- | ---------------------------------------- | ---------------------------------------- |
| Nicola Cipriani                                                | 1334                                     | 1334                                     |                                          |                                          |
| omissis                                                        |                                          |                                          |                                          |                                          |
| Marco Antonio di Rinaldo                                       | 1339                                     | 1339                                     |                                          |                                          |
| omissis                                                        |                                          |                                          |                                          |                                          |
| Simone di Montereale                                           | 1359                                     | 1359                                     |                                          |                                          |
| Petruccio Manente                                              | 1360                                     | 1360                                     |                                          |                                          |
| omissis                                                        |                                          |                                          |                                          |                                          |
| Odo de Colle Cumanio                                           | 1377                                     | 1377                                     |                                          |                                          |
| omissis                                                        |                                          |                                          |                                          |                                          |
| Luigi di Bartolomeo                                            | 1384                                     | 1384                                     |                                          |                                          |
| Cristoforo Masy Pey                                            | 1385                                     | 1385                                     |                                          |                                          |
| Lorenzo Mario                                                  | 1386                                     | 1386                                     |                                          |                                          |
| Nicola de Pomario                                              | 1387                                     | 1387                                     |                                          |                                          |
| Agapito Petri                                                  | 1388                                     | 1388                                     |                                          |                                          |
| Petrillo Nicola                                                | 1389                                     | 1389                                     |                                          |                                          |
| Filippo Valignani                                              | 1390a                                    | 1390a                                    |                                          |                                          |
| Nicola di San Germano                                          | 1390b                                    | 1390b                                    |                                          |                                          |
| Giacomo di Ser Valentino                                       | 1391                                     | 1391                                     |                                          |                                          |
| omissis                                                        |                                          |                                          |                                          |                                          |
| Antonio di Rainaldo                                            | 1399                                     | 1399                                     |                                          |                                          |
| omissis                                                        |                                          |                                          |                                          |                                          |
| Raone de Letto                                                 | 1403                                     | 1403                                     |                                          |                                          |
| omissis                                                        |                                          |                                          |                                          |                                          |
| Masio di Blasio                                                | 1422                                     | 1422                                     |                                          |                                          |
| omissis                                                        |                                          |                                          |                                          |                                          |
| Salvatore di Merulinis                                         | 1443                                     | 1443                                     |                                          |                                          |
| omissis                                                        |                                          |                                          |                                          |                                          |
| Marcantonio Cerino Paolo di Venere Pietro di Merulinis         | 1461                                     | 1461                                     |                                          |                                          |
| Marco Antonio di Pacentro                                      | 1462                                     | 1462                                     |                                          |                                          |
| Giovanni Sabini                                                | 1463                                     | 1463                                     |                                          |                                          |
| omissis                                                        |                                          |                                          |                                          |                                          |
| Antonio di Piotia                                              | 1465                                     | 1465                                     |                                          |                                          |
| Giacomo di Guardiagrele                                        | 1466                                     | 1466                                     |                                          |                                          |
| omissis                                                        |                                          |                                          |                                          |                                          |
| Antonio Ciccarini                                              | 1470                                     | 1470                                     |                                          |                                          |
| Pietro di Merulinis                                            | 1471                                     | 1471                                     |                                          |                                          |
| omissis                                                        |                                          |                                          |                                          |                                          |
| Ottaviano de Letto                                             | 1476                                     | 1476                                     |                                          |                                          |
| omissis                                                        |                                          |                                          |                                          |                                          |
| Giovanni Sabini                                                | 1483                                     | 1483                                     |                                          |                                          |
| omissis                                                        |                                          |                                          |                                          |                                          |
| Nicola Alucci                                                  | 1485                                     | 1485                                     |                                          |                                          |
| omissis                                                        |                                          |                                          |                                          |                                          |
| Cesare Valignani                                               | 1496                                     | 1496                                     |                                          |                                          |
| omissis                                                        |                                          |                                          |                                          |                                          |
| Monte di Venere                                                | 1499                                     | 1499                                     |                                          |                                          |
| Giovanni Antonio di Turri                                      | 1500                                     | 1500                                     |                                          |                                          |
| omissis                                                        |                                          |                                          |                                          |                                          |
| Orazio Henrici                                                 | 1502                                     | 1502                                     |                                          |                                          |
| omissis                                                        |                                          |                                          |                                          |                                          |
| Fabrizio D'Angelo                                              | 1505                                     | 1505                                     |                                          |                                          |
| Giovanni Battista Amati                                        | 1506                                     | 1506                                     |                                          |                                          |
| omissis                                                        |                                          |                                          |                                          |                                          |
| Cesare Valignani                                               | 1508                                     | 1508                                     |                                          |                                          |
| omissis                                                        |                                          |                                          |                                          |                                          |
| Ciccantonio di Venere                                          | 1512                                     | 1512                                     |                                          |                                          |
| omissis                                                        |                                          |                                          |                                          |                                          |
| Saverio Valignani                                              | 1519                                     | 1519                                     |                                          |                                          |
| omissis                                                        |                                          |                                          |                                          |                                          |
| Profeta Valignani                                              | 1523                                     | 1523                                     |                                          |                                          |
| omissis                                                        |                                          |                                          |                                          |                                          |
| Berardino Ciccarini                                            | 1529                                     | 1529                                     |                                          |                                          |
| omissis                                                        |                                          |                                          |                                          |                                          |
| Camillo di Venere                                              | 1533                                     | 1533                                     |                                          |                                          |
| Giustino Cantera                                               | 1534                                     | 1534                                     |                                          |                                          |
| Tommaso Colucci                                                | 1535                                     | 1535                                     |                                          |                                          |
| omissis                                                        |                                          |                                          |                                          |                                          |
| Camillo di Venere                                              | 1537                                     | 1537                                     |                                          |                                          |
| omissis                                                        |                                          |                                          |                                          |                                          |
| Scipione de Luco                                               | 1540                                     | 1540                                     |                                          |                                          |
| Scipione Valignani                                             | 1541                                     | 1541                                     |                                          |                                          |
| Giovanni Domenico Amati                                        | 1542                                     | 1542                                     |                                          |                                          |
| Priamo Valignani                                               | 1543                                     | 1543                                     |                                          |                                          |
| Alfonso Valignani                                              | 1545a                                    | 1545a                                    |                                          |                                          |
| Scipione Valignani                                             | 1545b                                    | 1545b                                    |                                          |                                          |
| Antonio Mattia Valignani                                       | 1546a                                    | 1546a                                    |                                          |                                          |
| Giovanni Battista Valignani                                    | 1546b                                    | 1546b                                    |                                          |                                          |
| Camillo di Venere                                              | 1547a                                    | 1547a                                    |                                          |                                          |
| Nicola Onofri                                                  | 1547b                                    | 1547b                                    |                                          |                                          |
| Filippo Valignani                                              | 1548a                                    | 1548a                                    |                                          |                                          |
| Filippo de Sabinis                                             | 1548b                                    | 1548b                                    |                                          |                                          |
| Giulio Henrici                                                 | 1549a                                    | 1549a                                    |                                          |                                          |
| Francesco Valignani                                            | 1549b                                    | 1549b                                    |                                          |                                          |
| Nicola Onofri                                                  | 1550a                                    | 1550a                                    |                                          |                                          |
| Giovanni Valignani                                             | 1550b                                    | 1550b                                    |                                          |                                          |
| Antonio Valignani                                              | 1551a                                    | 1551a                                    |                                          |                                          |
| Giustino Cantera                                               | 1551b                                    | 1551b                                    |                                          |                                          |
| Scipione Valignani                                             | 1552a                                    | 1552a                                    |                                          |                                          |
| Scipione de Luco                                               | 1552b                                    | 1552b                                    |                                          |                                          |
| Giovanni Andrea Valignani                                      | 1553a                                    | 1553a                                    |                                          |                                          |
| Scipione Valignani                                             | 1553b                                    | 1553b                                    |                                          |                                          |
| Filippo Valignani                                              | 1554a                                    | 1554a                                    |                                          |                                          |
| Giuseppe Ramignani                                             | 1554b                                    | 1554b                                    |                                          |                                          |
| Camillo di Venere                                              | 1555a                                    | 1555a                                    |                                          |                                          |
| Giovanni Andrea Valignani                                      | 1555b                                    | 1555b                                    |                                          |                                          |
| omissis                                                        |                                          |                                          |                                          |                                          |
| Nicola Onofri                                                  | 1557                                     | 1557                                     |                                          |                                          |
| Priamo Valignani                                               | 1558                                     | 1558                                     |                                          |                                          |
| omissis                                                        |                                          |                                          |                                          |                                          |
| Giovanni Vincenzo Valignani                                    | 1561                                     | 1561                                     |                                          |                                          |
| Giovanni Andrea Valignani                                      | 1562a                                    | 1562a                                    |                                          |                                          |
| Francesco Valignani                                            | 1562b                                    | 1562b                                    |                                          |                                          |
| Domenico Valignani                                             | 1563                                     | 1563                                     |                                          |                                          |
| omissis                                                        |                                          |                                          |                                          |                                          |
| Antonello Petrucci                                             | 1565                                     | 1565                                     |                                          |                                          |
| omissis                                                        |                                          |                                          |                                          |                                          |
| Ascanio Valignani                                              | 1567a                                    | 1567a                                    |                                          |                                          |
| Filippo Valignani                                              | 1567b                                    | 1567b                                    |                                          |                                          |
| Ascanio Valignani                                              | 1568a                                    | 1568a                                    |                                          |                                          |
| Giandomenico Valignani                                         | 1568b                                    | 1568b                                    |                                          |                                          |
| Giovanni Battista Valignani                                    | 1569                                     | 1569                                     |                                          |                                          |
| Camillo Henrici                                                | 1570a                                    | 1570a                                    |                                          |                                          |
| Filippo Valignani                                              | 1570b                                    | 1570b                                    |                                          |                                          |
| Giovanni Francesco Ramignani                                   | 1571a                                    | 1571a                                    |                                          |                                          |
| Domenico Valignani                                             | 1571b                                    | 1571b                                    |                                          |                                          |
| Giovanni Andrea Valignani                                      | 1572                                     | 1572                                     |                                          |                                          |
| Fabio Henrici                                                  | 1573                                     | 1573                                     |                                          |                                          |
| Giovanni Francesco Ramignani                                   | 1574a                                    | 1574a                                    |                                          |                                          |
| Fabio Henrici                                                  | 1574b                                    | 1574b                                    |                                          |                                          |
| Filippo Valignani                                              | 1575a                                    | 1575a                                    |                                          |                                          |
| Tommaso Valignani                                              | 1575b                                    | 1575b                                    |                                          |                                          |
| Giovanni Vincenzo Valignani                                    | 1576a                                    | 1576a                                    |                                          |                                          |
| Ascanio Valignani                                              | 1576b                                    | 1576b                                    |                                          |                                          |
| Giovanni Francesco Valignani                                   | 1577a                                    | 1577a                                    |                                          |                                          |
| Giovanni Andrea Valignani                                      | 1577b                                    | 1577b                                    |                                          |                                          |
| Filippo Valignani                                              | 1578a                                    | 1578a                                    |                                          |                                          |
| Fabio Henrici                                                  | 1578b                                    | 1578b                                    |                                          |                                          |
| Valerio Valignani                                              | 1579a                                    | 1579a                                    |                                          |                                          |
| Giovanni Andrea Valignani                                      | 1579b                                    | 1579b                                    |                                          |                                          |
| Giovanni Vincenzo Valignani                                    | 1580a                                    | 1580a                                    |                                          |                                          |
| Giovanni Tommaso Valignani                                     | 1580b                                    | 1580b                                    |                                          |                                          |
| Ascanio Valignani                                              | 1581a                                    | 1581a                                    |                                          |                                          |
| Fabio Henrici                                                  | 1581b                                    | 1581b                                    |                                          |                                          |
| Giovanni Andrea Valignani                                      | 1582a                                    | 1582a                                    |                                          |                                          |
| Giovanni Vincenzo Valignani                                    | 1582b                                    | 1582b                                    |                                          |                                          |
| Francesco Valignani                                            | 1583a                                    | 1583a                                    |                                          |                                          |
| Fabio Henrici                                                  | 1583b                                    | 1583b                                    |                                          |                                          |
| Giovanni Andrea Valignani                                      | 1584a                                    | 1584a                                    |                                          |                                          |
| Giovanni Francesco Ramignani                                   | 1584b                                    | 1584b                                    |                                          |                                          |
| Valerio Valignani                                              | 1585a                                    | 1585a                                    |                                          |                                          |
| Cristoforo Tavoltino                                           | 1585b                                    | 1585b                                    |                                          |                                          |
| Orazio Henrici                                                 | 1586a                                    | 1586a                                    |                                          |                                          |
| Filippo Valignani                                              | 1586b                                    | 1586b                                    |                                          |                                          |
| Donatantonio Sanguineti                                        | 1587a                                    | 1587a                                    |                                          |                                          |
| Giovanni Vincenzo Valignani                                    | 1587b                                    | 1587b                                    |                                          |                                          |
| Donatantonio Tavoltino                                         | 1588a                                    | 1588a                                    |                                          |                                          |
| Valerio Valignani                                              | 1588b                                    | 1588b                                    |                                          |                                          |
| Fabio di Turri                                                 | 1589a                                    | 1589a                                    |                                          |                                          |
| Marcello Ramignani                                             | 1589b                                    | 1589b                                    |                                          |                                          |
| Orazio Henrici                                                 | 1590                                     | 1590                                     |                                          |                                          |
| Donatantonio Orsini                                            | 1591a                                    | 1591a                                    |                                          |                                          |
| Ottavio Tavoltino                                              | 1591b                                    | 1591b                                    |                                          |                                          |
| Giulio Cesare Celaya                                           | 1592a                                    | 1592a                                    |                                          |                                          |
| Orazio Henrici                                                 | 1592b                                    | 1592b                                    |                                          |                                          |
| Orazio Henrici                                                 | 1593a                                    | 1593a                                    |                                          |                                          |
| Francesco Valignani                                            | 1593b                                    | 1593b                                    |                                          |                                          |
| Orazio Henrici                                                 | 1594                                     | 1594                                     |                                          |                                          |
| Ottavio Tavoltino                                              | 1595a                                    | 1595a                                    |                                          |                                          |
| Girolamo Camarra                                               | 1595b                                    | 1595b                                    |                                          |                                          |
| Girolamo Camarra                                               | 1596a                                    | 1596a                                    |                                          |                                          |
| Francesco Petrucci                                             | 1596b                                    | 1596b                                    |                                          |                                          |
| Orazio Henrici                                                 | 1597                                     | 1597                                     |                                          |                                          |
| Cesare Valignani                                               | 1598a                                    | 1598a                                    |                                          |                                          |
| Alessandro Valignani                                           | 1598b                                    | 1598b                                    |                                          |                                          |
| Francescantonio Scarcia                                        | 1599a                                    | 1599a                                    |                                          |                                          |
| Giuseppe de Letto                                              | 1599b                                    | 1599b                                    |                                          |                                          |
| Giovanni Lorenzo Colucci                                       | 1600a                                    | 1600a                                    |                                          |                                          |
| Giovanni Vincenzo Ramignani                                    | 1600b                                    | 1600b                                    |                                          |                                          |
| Scipione Tavoltino                                             | 1601a                                    | 1601a                                    |                                          |                                          |
| Giuseppe de Letto                                              | 1601b                                    | 1601b                                    |                                          |                                          |
| Donatantonio Sanguineto                                        | 1602a                                    | 1602a                                    |                                          |                                          |
| Orazio Henrici                                                 | 1602b                                    | 1602b                                    |                                          |                                          |
| Girolamo Valignani                                             | 1603a                                    | 1603a                                    |                                          |                                          |
| Giuseppe de Letto                                              | 1603b                                    | 1603b                                    |                                          |                                          |
| Scipione Tavoltino                                             | 1604a                                    | 1604a                                    |                                          |                                          |
| Orazio Ramignani                                               | 1604b                                    | 1604b                                    |                                          |                                          |
| Giovanni Battista di Venere                                    | 1605a                                    | 1605a                                    |                                          |                                          |
| Marcello Ramignani                                             | 1605b                                    | 1605b                                    |                                          |                                          |
| Scipione Valignani                                             | 1606a                                    | 1606a                                    |                                          |                                          |
| Orazio Henrici                                                 | 1606b                                    | 1606b                                    |                                          |                                          |
| Donatantonio Sanguineto                                        | 1607a                                    | 1607a                                    |                                          |                                          |
| Agostino Valignani                                             | 1607b                                    | 1607b                                    |                                          |                                          |
| Girolamo Valignani                                             | 1608a                                    | 1608a                                    |                                          |                                          |
| Giulio Cesare Celaya                                           | 1608b                                    | 1608b                                    |                                          |                                          |
| Giovanni Bernardino Valignani                                  | 1609a                                    | 1609a                                    |                                          |                                          |
| Giovanni Bernardino Cantera                                    | 1609b                                    | 1609b                                    |                                          |                                          |
| Fabio Henrici                                                  | 1610a                                    | 1610a                                    |                                          |                                          |
| Scipione Valignani                                             | 1610b                                    | 1610b                                    |                                          |                                          |
| Ascanio Camarra                                                | 1611a                                    | 1611a                                    |                                          |                                          |
| Girolamo Valignani                                             | 1611b                                    | 1611b                                    |                                          |                                          |
| Giovanni Battista di Venere                                    | 1612a                                    | 1612a                                    |                                          |                                          |
| Scipione Liberatore                                            | 1612b                                    | 1612b                                    |                                          |                                          |
| Giuseppe Alucci                                                | 1613a                                    | 1613a                                    |                                          |                                          |
| Orazio Henrici                                                 | 1613b                                    | 1613b                                    |                                          |                                          |
| Scipione (I) Valignani                                         | 1614a                                    | 1614a                                    |                                          |                                          |
| Scipione (II) Valignani                                        | 1614b                                    | 1614b                                    |                                          |                                          |
| Giovanni Bernardino Valignani                                  | 1615a                                    | 1615a                                    |                                          |                                          |
| Giovanni Bernardino Cantera                                    | 1615b                                    | 1615b                                    |                                          |                                          |
| Alfonso Valignani                                              | 1616a                                    | 1616a                                    |                                          |                                          |
| Francesco de Letto                                             | 1616b                                    | 1616b                                    |                                          |                                          |
| Orazio Ramignani                                               | 1617a                                    | 1617a                                    |                                          |                                          |
| Michele Ramignani                                              | 1617b                                    | 1617b                                    |                                          |                                          |
| Fabio Henrici                                                  | 1618a                                    | 1618a                                    |                                          |                                          |
| Francesco de Letto                                             | 1618b                                    | 1618b                                    |                                          |                                          |
| Francescantonio Vastavigna                                     | 1619a                                    | 1619a                                    |                                          |                                          |
| Mario Valignani                                                | 1619b                                    | 1619b                                    |                                          |                                          |
| Scipione (I) Valignani                                         | 1620a                                    | 1620a                                    |                                          |                                          |
| Scipione (II) Valignani                                        | 1620b                                    | 1620b                                    |                                          |                                          |
| Giovanni di Turri                                              | 1621a                                    | 1621a                                    |                                          |                                          |
| Giustino Ruscitti                                              | 1621b                                    | 1621b                                    |                                          |                                          |
| Bernardino Valignani                                           | 1622a                                    | 1622a                                    |                                          |                                          |
| Ferdinando Valignani                                           | 1622b                                    | 1622b                                    |                                          |                                          |
| Cristoforo Tavoltino                                           | 1623a                                    | 1623a                                    |                                          |                                          |
| Ottavio Tavoltino                                              | 1623b                                    | 1623b                                    |                                          |                                          |
| Tommaso Lupo                                                   | 1624a                                    | 1624a                                    |                                          |                                          |
| Michele Ramignani                                              | 1624b                                    | 1624b                                    |                                          |                                          |
| Pietro Valignani                                               | 1625a                                    | 1625a                                    |                                          |                                          |
| Nicola Alucci                                                  | 1625b                                    | 1625b                                    |                                          |                                          |
| Pietro Mellara                                                 | 1626a                                    | 1626a                                    |                                          |                                          |
| Mario Valignani                                                | 1626b                                    | 1626b                                    |                                          |                                          |
| Camillo Valignani                                              | 1627a                                    | 1627a                                    |                                          |                                          |
| Giovanni Battista di Venere                                    | 1627b                                    | 1627b                                    |                                          |                                          |
| Giovanni Francesco Vastavigna                                  | 1628a                                    | 1628a                                    |                                          |                                          |
| Fulvio Ramignani                                               | 1628b                                    | 1628b                                    |                                          |                                          |
| Ottavio Tavoltino                                              | 1629a                                    | 1629a                                    |                                          |                                          |
| Giovanni Berardino Onofri                                      | 1629b                                    | 1629b                                    |                                          |                                          |
| Giovanni Battista Valignani                                    | 1630a                                    | 1630a                                    |                                          |                                          |
| Lucio Camarra                                                  | 1630b                                    | 1630b                                    |                                          |                                          |
| Giovanni Berardino Valignani                                   | 1631a                                    | 1631a                                    |                                          |                                          |
| Cristoforo Taultino                                            | 1631b                                    | 1631b                                    |                                          |                                          |
| Ascanio Ramignani                                              | 1632a                                    | 1632a                                    |                                          |                                          |
| Alessandro Tavoltino                                           | 1632b                                    | 1632b                                    |                                          |                                          |
| Giovanni Felice Valignani                                      | 1633a                                    | 1633a                                    |                                          |                                          |
| Tommaso Lupo                                                   | 1633b                                    | 1633b                                    |                                          |                                          |
| Scipione Liberatore                                            | 1634a                                    | 1634a                                    |                                          |                                          |
| Giovanni Vincenzo Orsini                                       | 1634b                                    | 1634b                                    |                                          |                                          |
| Carlo Valignani                                                | 1635a                                    | 1635a                                    |                                          |                                          |
| Valerio Valignani                                              | 1635b                                    | 1635b                                    |                                          |                                          |
| Fulvio Ramignani                                               | 1636a                                    | 1636a                                    |                                          |                                          |
| Lelio Salaya                                                   | 1636b                                    | 1636b                                    |                                          |                                          |
| Tommaso Toppi                                                  | 1637a                                    | 1637a                                    |                                          |                                          |
| Giovanni Berardino Valignani                                   | 1637b                                    | 1637b                                    |                                          |                                          |
| Giovanni Berardino Onofri                                      | 1638a                                    | 1638a                                    |                                          |                                          |
| Cristoforo Tavoltino                                           | 1638b                                    | 1638b                                    |                                          |                                          |
| Lucio Camarra                                                  | 1639a                                    | 1639a                                    |                                          |                                          |
| Luigi Henrici                                                  | 1639b                                    | 1639b                                    |                                          |                                          |
| Giovanni Battista Lupi                                         | 1640a                                    | 1640a                                    |                                          |                                          |
| Mario Valignani                                                | 1640b                                    | 1640b                                    |                                          |                                          |
| Giulio Valignani                                               | 1641a                                    | 1641a                                    |                                          |                                          |
| Cristoforo Taultino                                            | 1641b                                    | 1641b                                    |                                          |                                          |
| Carlo Valignani                                                | 1642a                                    | 1642a                                    |                                          |                                          |
| Giovanni Francesco Orsini                                      | 1642b                                    | 1642b                                    |                                          |                                          |
| Francesco Valignani Petrucci                                   | 1643a                                    | 1643a                                    |                                          |                                          |
| Giovanni Berardino Onofri                                      | 1643b                                    | 1643b                                    |                                          |                                          |
| Giovanni Berardino Onofri                                      | 1644a                                    | 1644a                                    |                                          |                                          |
| Giuseppe de Letto                                              | 1644b                                    | 1644b                                    |                                          |                                          |
| Francesco Maria Valignani Petrucci                             | 1645a                                    | 1645a                                    |                                          |                                          |
| Giovanni Berardino Onofri                                      | 1645b                                    | 1645b                                    |                                          |                                          |
| Nicola Ciomboli                                                | 1646a                                    | 1646a                                    |                                          |                                          |
| Cristoforo Taultino                                            | 1646b                                    | 1646b                                    |                                          |                                          |
| Valerio Valignani Petrucci                                     | 1647a                                    | 1647a                                    |                                          |                                          |
| Francesco Maria Orsini                                         | 1647b                                    | 1647b                                    |                                          |                                          |
| Orazio Lanuti                                                  | 1648a                                    | 1648a                                    |                                          |                                          |
| Carlo Valignani                                                | 1648b                                    | 1648b                                    |                                          |                                          |
| Camillo Ramignani                                              | 1649a                                    | 1649a                                    |                                          |                                          |
| Filippo de Letto                                               | 1649b                                    | 1649b                                    |                                          |                                          |
| Filippo de Letto                                               | 1650                                     | 1650                                     |                                          |                                          |
| Vincenzo Ciomboli                                              | 1651a                                    | 1651a                                    |                                          |                                          |
| Francesco Maria Valignani                                      | 1651b                                    | 1651b                                    |                                          |                                          |
| Camillo Valignani                                              | 1652a                                    | 1652a                                    |                                          |                                          |
| Orazio Lanuti                                                  | 1652b                                    | 1652b                                    |                                          |                                          |
| Orazio Lanuti                                                  | 1653a                                    | 1653a                                    |                                          |                                          |
| Alessandro Valignani                                           | 1653b                                    | 1653b                                    |                                          |                                          |
| Alessandro Valignani                                           | 1654a                                    | 1654a                                    |                                          |                                          |
| Carlo Valignani                                                | 1654b                                    | 1654b                                    |                                          |                                          |
| Carlo Valignani                                                | 1655a                                    | 1655a                                    |                                          |                                          |
| Giuseppe Valignani                                             | 1655b                                    | 1655b                                    |                                          |                                          |
| Camillo Ramignani                                              | 1656a                                    | 1656a                                    |                                          |                                          |
| Filippo de Letto                                               | 1656b                                    | 1656b                                    |                                          |                                          |
| Alessandro Valignani                                           | 1657a                                    | 1657a                                    |                                          |                                          |
| Francesco Valignani Petrucci                                   | 1657b                                    | 1657b                                    |                                          |                                          |
| Carlo Valignani                                                | 1658a                                    | 1658a                                    |                                          |                                          |
| Domenico Valignani                                             | 1658b                                    | 1658b                                    |                                          |                                          |
| Fabrizio Valignani                                             | 1659a                                    | 1659a                                    |                                          |                                          |
| Luigi Henrici                                                  | 1659b                                    | 1659b                                    |                                          |                                          |
| Tommaso Valignani                                              | 1660a                                    | 1660a                                    |                                          |                                          |
| Valerio Valignani Petrucci                                     | 1660b                                    | 1660b                                    |                                          |                                          |
| Giuseppe Valignani                                             | 1661a                                    | 1661a                                    |                                          |                                          |
| Domenico Valignani                                             | 1661b                                    | 1661b                                    |                                          |                                          |
| Vincenzo Ramignani                                             | 1662a                                    | 1662a                                    |                                          |                                          |
| Bernardino Dario                                               | 1662b                                    | 1662b                                    |                                          |                                          |
| Antonio Valignani I                                            | 1663a                                    | 1663a                                    |                                          |                                          |
| Antonio Valignani II                                           | 1663b                                    | 1663b                                    |                                          |                                          |
| Antonio Valignani                                              | 1664a                                    | 1664a                                    |                                          |                                          |
| Francesco Valignani                                            | 1664b                                    | 1664b                                    |                                          |                                          |
| Filippo de Letto                                               | 1665a                                    | 1665a                                    |                                          |                                          |
| Tommaso Valignani                                              | 1665b                                    | 1665b                                    |                                          |                                          |
| Tommaso Valignani                                              | 1666a                                    | 1666a                                    |                                          |                                          |
| Giuseppe Valignani                                             | 1666b                                    | 1666b                                    |                                          |                                          |
| Camillo Ramignani                                              | 1667a                                    | 1667a                                    |                                          |                                          |
| Domenico Valignani                                             | 1667b                                    | 1667b                                    |                                          |                                          |
| Domenico Valignani                                             | 1668a                                    | 1668a                                    |                                          |                                          |
| Giuseppe Valignani                                             | 1668b                                    | 1668b                                    |                                          |                                          |
| Achille Dario                                                  | 1669a                                    | 1669a                                    |                                          |                                          |
| Giuseppe Toppi                                                 | 1669b                                    | 1669b                                    |                                          |                                          |
| Emilio Umani                                                   | 1670                                     | 1670                                     |                                          |                                          |
| Girolamo Toppi                                                 | 1671                                     | 1671                                     |                                          |                                          |
| Pompeo Ramignani                                               | 1672                                     | 1672                                     |                                          |                                          |
| Tommaso Valignani                                              | 1673                                     | 1673                                     |                                          |                                          |
| Giovanni Valignani                                             | 1674                                     | 1674                                     |                                          |                                          |
| Domenico Henrici                                               | 1675                                     | 1675                                     |                                          |                                          |
| Nicola Henrici                                                 | 1676                                     | 1677                                     |                                          |                                          |
| Girolamo Toppi                                                 | 1678                                     | 1678                                     |                                          |                                          |
| Tommaso Valignani                                              | 1679                                     | 1680                                     |                                          |                                          |
| Giustino Valignani                                             | 1681                                     | 1681                                     |                                          |                                          |
| Giuseppe Valignani                                             | 1682                                     | 1682                                     |                                          |                                          |
| Giovanni Battista Valignani                                    | 1683                                     | 1683                                     |                                          |                                          |
| Camillo Valignani Petrucci                                     | 1684                                     | 1684                                     |                                          |                                          |
| Filippo Pisotti                                                | 1685                                     | 1685                                     |                                          |                                          |
| Domenico Henrici                                               | 1686                                     | 1686                                     |                                          |                                          |
| Tommaso Valignani                                              | 1687                                     | 1687                                     |                                          |                                          |
| Giuseppe Valignani                                             | 1688                                     | 1688                                     |                                          |                                          |
| Nicola Valignani                                               | 1689                                     | 1689                                     |                                          |                                          |
| Camillo Valignani Petrucci                                     | 1690                                     | 1690                                     |                                          |                                          |
| Francesco Antonio Valignani                                    | 1691                                     | 1691                                     |                                          |                                          |
| Fulvio Ramignani                                               | 1692                                     | 1692                                     |                                          |                                          |
| Diodato Toppi                                                  | 1693                                     | 1693                                     |                                          |                                          |
| Cesare Valignani                                               | 1694                                     | 1694                                     |                                          |                                          |
| Giustino Valignani                                             | 1695                                     | 1695                                     |                                          |                                          |
| Camillo Valignani                                              | 1696                                     | 1696                                     |                                          |                                          |
| Scipione Valignani                                             | 1697                                     | 1697                                     |                                          |                                          |
| Antonio Dario                                                  | 1698                                     | 1698                                     |                                          |                                          |
| Nicola Henrici                                                 | 1699                                     | 1699                                     |                                          |                                          |
| Agatopo Toppi                                                  | 1700                                     | 1700                                     |                                          |                                          |
| Domenico Dario                                                 | 1701                                     | 1701                                     |                                          |                                          |
| Luigi Henrici                                                  | 1702                                     | 1702                                     |                                          |                                          |
| Giovanni Battista Del Giudice                                  | 1703                                     | 1703                                     |                                          |                                          |
| Francesco Tarubeo                                              | 1704                                     | 1704                                     |                                          |                                          |
| Giovanni Felice Valignani                                      | 1705                                     | 1706                                     |                                          |                                          |
| Agatopo Toppi                                                  | 1707                                     | 1707                                     |                                          |                                          |
| Cesare Valignani                                               | 1708                                     | 1709                                     |                                          |                                          |
| Camillo Valignani                                              | 1710                                     | 1710                                     |                                          |                                          |
| Giovanni Battista Torricella                                   | 1711                                     | 1712                                     |                                          |                                          |
| Giuseppe Valignani                                             | 1713                                     | 1713                                     |                                          |                                          |
| Giovanni Battista Lanuti                                       | 1714                                     | 1714                                     |                                          |                                          |
| Domenicantonio Torricella                                      | 1715                                     | 1715                                     |                                          |                                          |
| Giovanni Ramignani                                             | 1716                                     | 1716                                     |                                          |                                          |
| omissis                                                        |                                          |                                          |                                          |                                          |
| Saverio Valignani                                              | 1720                                     | 1721                                     |                                          |                                          |
| Agatopo Toppi                                                  | 1722                                     | 1723                                     |                                          |                                          |
| Tommaso Valignani                                              | 1724                                     | 1724                                     |                                          |                                          |
| Giustino Umani                                                 | 1725                                     | 1726                                     |                                          |                                          |
| Giovanni Battista Torricella                                   | 1727                                     | 1727                                     |                                          |                                          |
| Giuseppe Valignani                                             | 1728                                     | 1728                                     |                                          |                                          |
| Giovanni Battista Torricella                                   | 1729                                     | 1729                                     |                                          |                                          |
| Francescantonio Ruscitti                                       | 1730                                     | 1731                                     |                                          |                                          |
| Giustino Umani                                                 | 1732                                     | 1732                                     |                                          |                                          |
| Francesco Valignani                                            | 1733                                     | 1733                                     |                                          |                                          |
| Gaetano Dario                                                  | 1734                                     | 1734                                     |                                          |                                          |
| Saverio Del Giudice                                            | 1735                                     | 1735                                     |                                          |                                          |
| Giovanni Valignani                                             | 1736                                     | 1738                                     |                                          |                                          |
| Francescantonio Ruscitti                                       | 1739                                     | 1739                                     |                                          |                                          |
| Filippo Torricella                                             | 1740                                     | 1740                                     |                                          |                                          |
| Federico Mosconi                                               | 1741                                     | 1741                                     |                                          |                                          |
| Achille Valignani                                              | 1742                                     | 1742                                     |                                          |                                          |
| Paolo Tasca                                                    | 1743                                     | 1744                                     |                                          |                                          |
| Tommaso Valignani                                              | 1745                                     | 1745                                     |                                          |                                          |
| Francescantonio Ruscitti                                       | 1746                                     | 1746                                     |                                          |                                          |
| Alessandro Durini                                              | 1747                                     | 1747                                     |                                          |                                          |
| Fulvio Ramignani                                               | 1748                                     | 1748                                     |                                          |                                          |
| Alessandro Durini                                              | 1749                                     | 1749                                     |                                          |                                          |
| Tommaso Toppi                                                  | 1750                                     | 1750                                     |                                          |                                          |
| Emmanuele Celaya                                               | 1751                                     | 1751                                     |                                          |                                          |
| Saverio Paini                                                  | 1752                                     | 1753                                     |                                          |                                          |
| Fulvio Ramignani                                               | 1754                                     | 1754                                     |                                          |                                          |
| Alessandro Durini                                              | 1755                                     | 1755                                     |                                          |                                          |
| Paolo Tasca                                                    | 1756                                     | 1756                                     |                                          |                                          |
| Giuseppe Zambra                                                | 1757                                     | 1764                                     |                                          |                                          |
| Giacomo Tiboni                                                 | 1765                                     | 1766                                     |                                          |                                          |
| Achille Valignani                                              | 1767                                     | 1767                                     |                                          |                                          |
| Giacomo Tiboni                                                 | 1768                                     | 1768                                     |                                          |                                          |
| Marcantonio Paini                                              | 1769                                     | 1769                                     |                                          |                                          |
| Nicola Gozzi                                                   | 1770                                     | 1770                                     |                                          |                                          |
| Fulvio Ramignani                                               | 1771                                     | 1771                                     |                                          |                                          |
| Luigi Sterlich                                                 | 1772                                     | 1772                                     |                                          |                                          |
| Girolamo Durini                                                | 1773                                     | 1773                                     |                                          |                                          |
| Michelangelo Simone                                            | 1774                                     | 1774                                     |                                          |                                          |
| Concezio Del Giudice                                           | 1775                                     | 1775                                     |                                          |                                          |
| Alessandro Valignani                                           | 1776                                     | 1776                                     |                                          |                                          |
| Michele Cetti                                                  | 1777                                     | 1777                                     |                                          |                                          |
| Giustino Caporni                                               | 1778                                     | 1778                                     |                                          |                                          |
| Antonio Nolli                                                  | 1779                                     | 1779                                     |                                          |                                          |
| Niccolò Cocci                                                  | 1780                                     | 1780                                     |                                          |                                          |
| Girolamo Durini                                                | 1781                                     | 1781                                     |                                          |                                          |
| Giuseppe Valignani                                             | 1782                                     | 1782                                     |                                          |                                          |
| Camillo Durini                                                 | 1783                                     | 1783                                     |                                          |                                          |
| Girolamo Durini                                                | 1784                                     | 1784                                     |                                          |                                          |
| Alessandro Valignani                                           | 1785                                     | 1785                                     |                                          |                                          |
| Giovanni Battista Simone                                       | 1786                                     | 1786                                     |                                          |                                          |
| Luigi Desio                                                    | 1787                                     | 1787                                     |                                          |                                          |
| Fulvio Ravignani                                               | 1788                                     | 1788                                     |                                          |                                          |
| Luigi Cocci                                                    | 1789                                     | 1789                                     |                                          |                                          |
| Girolamo Durini                                                | 1790                                     | 1790                                     |                                          |                                          |
| Marcantonio Paini                                              | 1791                                     | 1793                                     |                                          |                                          |
| Lelio Celaya                                                   | 1794                                     | 1794                                     |                                          |                                          |
| Francesco Farina                                               | 1795                                     | 1797                                     |                                          |                                          |
| Tommaso Dario                                                  | 1798                                     | 1798                                     |                                          |                                          |
| Sindaci (1799-1806)                                            |                                          |                                          |                                          |                                          |
| Gioacchino Valignani                                           | 1799                                     | 1799                                     |                                          |                                          |
| Carlo Valignani                                                | 1800                                     | 1800                                     |                                          |                                          |
| Marino Del Giudice                                             | 1801                                     | 1801                                     |                                          |                                          |
| Giovanni Battista Durini                                       | 1802                                     | 1802                                     |                                          |                                          |
| Francesco Cetti Camillo Sanità Filippo Tiboni Giustino Franchi | 1803                                     | 1803                                     |                                          |                                          |
| Michele Bassi                                                  | 1804                                     | 1804                                     |                                          |                                          |
| Paolo Enrici                                                   | 1805                                     | 1805                                     |                                          |                                          |
| Francesco Tasca                                                | 1806                                     | 1806                                     |                                          |                                          |
| Michele Bassi Francesco Paolo Mezzanotte                       | 1807                                     | 1807                                     |                                          |                                          |
| Ferrante Frigerj Giuseppe Fanti                                | 1808                                     | 1808                                     |                                          |                                          |
| Paolo Ricciardone                                              | 1809                                     | 1809                                     |                                          |                                          |
| Armidoro de Horatiis                                           | 1810                                     | 1811                                     |                                          |                                          |
| Ferdinando del Monaco                                          | 1812                                     | 1813                                     |                                          |                                          |
| Camillo De Lellis Ferdinando del Monaco Domenico Caruso        | 1814                                     | 1814                                     |                                          |                                          |
| Ferrante Frigerj                                               | 1815                                     | 1816                                     |                                          |                                          |

## Regno delle Due Sicilie (1816-1861)
| Carlo Fattiboni Camillo De Lellis   | 1816 | 1816 |
| Camillo De Lellis Ferdinando Zambra | 1817 | 1817 |
| Luigi Mezzanotte                    | 1818 | 1819 |
| Nicola Del Monaco                   | 1820 | 1821 |
| Ferrante Frigerj                    | 1822 | 1823 |
| Gabriele Valignani                  | 1824 | 1826 |
| Gaetano Villante                    | 1827 | 1827 |
| Carlo Fattiboni                     | 1828 | 1831 |
| Francesco Valignani                 | 1832 | 1832 |
| omissis                             |      |      |
| Raffaele Leognani                   | 1834 | 1834 |
| omissis                             |      |      |
| Raffaele Leognani Fieramosca        | 1860 | 1861 |

## Regno d'Italia (1861-1946)
| Sindaci nominati dal governo (1861-1889)                   | Sindaci nominati dal governo (1861-1889) | Sindaci nominati dal governo (1861-1889)                               | Sindaci nominati dal governo (1861-1889) | Sindaci nominati dal governo (1861-1889) |
| Nominativo                                                 | Partito                                  | Partito                                                                | Mandato                                  | Mandato                                  |
| Nominativo                                                 | Partito                                  | Partito                                                                | Inizio                                   | Fine                                     |
| ---------------------------------------------------------- | ---------------------------------------- | ---------------------------------------------------------------------- | ---------------------------------------- | ---------------------------------------- |
| Vitale Lannutti                                            |                                          | Destra storica                                                         | 1861                                     | 1864                                     |
| Raffaele Olivieri                                          |                                          | Destra storica                                                         | 1864                                     | ?                                        |
| Vincenzo Pera                                              |                                          | Destra storica                                                         | 1866                                     | ?                                        |
| Raffaele Lanciano                                          |                                          | Destra storica                                                         | 1869                                     | ?                                        |
| Vincenzo Pera                                              |                                          | Destra storica                                                         | ?                                        | 1876                                     |
| Filippo Baglioni                                           |                                          | Sinistra storica                                                       | 1876                                     | 1878                                     |
| Camillo Mezzanotte                                         |                                          | Sinistra storica                                                       | 1878                                     | 1880                                     |
| Gaetano Carusi                                             | ?                                        | ?                                                                      | 1882                                     | 1883                                     |
| Cesare De Laurentiis                                       | ?                                        | ?                                                                      | 1884                                     | ?                                        |
| Sindaci eletti dal Consiglio comunale (1889-1927)          |                                          |                                                                        |                                          |                                          |
| Nominativo                                                 | Partito                                  | Partito                                                                | Mandato                                  | Mandato                                  |
| Nominativo                                                 | Partito                                  | Partito                                                                | Inizio                                   | Fine                                     |
| omissis                                                    |                                          |                                                                        |                                          |                                          |
| Camillo Mezzanotte                                         |                                          | Sinistra storica                                                       | 1893                                     | 1895                                     |
| omissis                                                    |                                          |                                                                        |                                          |                                          |
| Gino Brogi (Commissario prefettizio)                       | –                                        | –                                                                      | 1919                                     | marzo 1920                               |
| Gino Brogi (Regio commissario)                             | –                                        | –                                                                      | marzo 1920                               | 16 novembre 1920                         |
| Smeraldo Zecca                                             |                                          | Partito Liberale (1920-1922) poi Partito Liberale Italiano (1922-1923) | 16 novembre 1920                         | 10 novembre 1923                         |
| Francesco Giustino Troilo                                  |                                          | Partito Nazionale Fascista                                             | 10 novembre 1923                         | 21 maggio 1924                           |
| Nicola Tabassi                                             |                                          | Partito Nazionale Fascista                                             | 21 maggio 1924                           | 9 ottobre 1927                           |
| Podestà nominati dal governo (1927-1944)                   |                                          |                                                                        |                                          |                                          |
| Nominativo                                                 | Partito                                  | Partito                                                                | Mandato                                  | Mandato                                  |
| Nominativo                                                 | Partito                                  | Partito                                                                | Inizio                                   | Fine                                     |
| Francesco Giustino Troilo                                  |                                          | Partito Nazionale Fascista                                             | 9 ottobre 1927                           | 17 settembre 1931                        |
| Francesco Mazzolani (Commissario prefettizio)              | –                                        | –                                                                      | 17 settembre 1931                        | 16 novembre 1932                         |
| Nicola Tabassi                                             |                                          | Partito Nazionale Fascista                                             | 16 novembre 1932                         | 31 maggio 1934                           |
| Michele Dau (Commissario prefettizio)                      | –                                        | –                                                                      | 1º giugno 1934                           | 11 marzo 1935                            |
| Lelio Sanità di Toppi                                      |                                          | Partito Nazionale Fascista                                             | 11 marzo 1935                            | 10 giugno 1939                           |
| Alberto Gasbarri                                           |                                          | Partito Nazionale Fascista                                             | 10 giugno 1939                           | 1944                                     |
| Sindaci del periodo costituzionale transitorio (1944-1946) |                                          |                                                                        |                                          |                                          |
| Nominativo                                                 | Partito                                  | Partito                                                                | Mandato                                  | Mandato                                  |
| Nominativo                                                 | Partito                                  | Partito                                                                | Inizio                                   | Fine                                     |
| Domenico Spezioli                                          |                                          | Partito d'Azione                                                       | 1944                                     | 20 aprile 1946                           |

## Repubblica Italiana (dal 1946)
| Sindaci eletti dal Consiglio comunale (1946-1993)    | Sindaci eletti dal Consiglio comunale (1946-1993) | Sindaci eletti dal Consiglio comunale (1946-1993)     | Sindaci eletti dal Consiglio comunale (1946-1993)                     | Sindaci eletti dal Consiglio comunale (1946-1993) | Sindaci eletti dal Consiglio comunale (1946-1993) | Sindaci eletti dal Consiglio comunale (1946-1993) | Sindaci eletti dal Consiglio comunale (1946-1993) | Sindaci eletti dal Consiglio comunale (1946-1993) |
| Nominativo                                           | Nominativo                                        | Partito                                               | Partito                                                               | Partito                                           | Partito                                           | Mandato                                           | Mandato                                           | Elezione                                          |
| Nominativo                                           | Nominativo                                        | Partito                                               | Partito                                                               | Partito                                           | Partito                                           | Inizio                                            | Fine                                              | Elezione                                          |
| ---------------------------------------------------- | ------------------------------------------------- | ----------------------------------------------------- | --------------------------------------------------------------------- | ------------------------------------------------- | ------------------------------------------------- | ------------------------------------------------- | ------------------------------------------------- | ------------------------------------------------- |
|                                                      | Antonio Mariani                                   |                                                       | Democrazia Cristiana                                                  | Democrazia Cristiana                              | Democrazia Cristiana                              | 20 aprile 1946                                    | 1951                                              | Elezione 1946                                     |
| 1951                                                 | Antonio Mariani                                   | 30 giugno 1956                                        | Democrazia Cristiana                                                  | Democrazia Cristiana                              | Democrazia Cristiana                              | Elezione 1951                                     |                                                   |                                                   |
|                                                      | Lelio Sanità di Toppi                             |                                                       | Democrazia Cristiana                                                  | Democrazia Cristiana                              | Democrazia Cristiana                              | 30 giugno 1956                                    | 19 novembre 1960                                  | Elezione 1956                                     |
|                                                      | Nicola Buracchio                                  |                                                       | Democrazia Cristiana                                                  | Democrazia Cristiana                              | Democrazia Cristiana                              | 19 novembre 1960                                  | 1964                                              | Elezione 1960                                     |
| 1964                                                 | Nicola Buracchio                                  | 10 ottobre 1967                                       | Democrazia Cristiana                                                  | Democrazia Cristiana                              | Democrazia Cristiana                              | Elezione 1964                                     |                                                   |                                                   |
|                                                      | Fulvio Di Bernardo                                |                                                       | Democrazia Cristiana                                                  | Democrazia Cristiana                              | Democrazia Cristiana                              | Elezione 1964                                     | dicembre 1967                                     | 30 giugno 1970                                    |
|                                                      | Arduino Roccioletti                               |                                                       | Democrazia Cristiana                                                  | Democrazia Cristiana                              | Democrazia Cristiana                              | 1º luglio 1970                                    | 1975                                              | Elezione 1970                                     |
| 1975                                                 | Arduino Roccioletti                               | 30 aprile 1976                                        | Democrazia Cristiana                                                  | Democrazia Cristiana                              | Democrazia Cristiana                              | Elezione 1975                                     |                                                   |                                                   |
|                                                      | Angelo Zito                                       |                                                       | Democrazia Cristiana                                                  | Democrazia Cristiana                              | Democrazia Cristiana                              | Elezione 1975                                     | 1º maggio 1976                                    | 1980                                              |
| 1980                                                 | Angelo Zito                                       | 29 luglio 1985                                        | Democrazia Cristiana                                                  | Democrazia Cristiana                              | Democrazia Cristiana                              | Elezione 1980                                     |                                                   |                                                   |
|                                                      | Luigi Capozucco                                   |                                                       | Democrazia Cristiana                                                  | Democrazia Cristiana                              | Democrazia Cristiana                              | 29 luglio 1985                                    | novembre 1985                                     | Elezione 1985                                     |
|                                                      | Veniero Di Petta                                  |                                                       | Democrazia Cristiana                                                  | Democrazia Cristiana                              | Democrazia Cristiana                              | novembre 1985                                     | 5 novembre 1987                                   | Elezione 1985                                     |
|                                                      | Andrea Buracchio                                  |                                                       | Democrazia Cristiana                                                  | Democrazia Cristiana                              | Democrazia Cristiana                              | 5 novembre 1987                                   | 1990                                              | Elezione 1985                                     |
| 1990                                                 | Andrea Buracchio                                  | aprile 1993                                           | Democrazia Cristiana                                                  | Democrazia Cristiana                              | Democrazia Cristiana                              | Elezione 1990                                     |                                                   |                                                   |
|                                                      | Enrico Rispoli (facente funzioni)                 |                                                       | Democrazia Cristiana                                                  | Democrazia Cristiana                              | Democrazia Cristiana                              | Elezione 1990                                     | aprile 1993                                       | maggio 1993                                       |
|                                                      | Renato Stranges (Commissario prefettizio)         | –                                                     | –                                                                     | –                                                 | –                                                 | maggio 1993                                       | 6 dicembre 1993                                   | –                                                 |
| Sindaci eletti direttamente dai cittadini (dal 1993) |                                                   |                                                       |                                                                       |                                                   |                                                   |                                                   |                                                   |                                                   |
| Nominativo                                           | Nominativo                                        | Partito                                               | Partito                                                               | Coalizione                                        | Coalizione                                        | Mandato                                           | Mandato                                           | Elezione                                          |
| Nominativo                                           | Nominativo                                        | Partito                                               | Partito                                                               | Coalizione                                        | Coalizione                                        | Inizio                                            | Fine                                              | Elezione                                          |
|                                                      | Nicola Cucullo                                    |                                                       | Movimento Sociale Italiano - Destra Nazionale                         |                                                   | MSI-DN                                            | 6 dicembre 1993                                   | 17 novembre 1997                                  | Elezione 1993                                     |
|                                                      | Nicola Cucullo                                    | Movimento Sociale Fiamma Tricolore                    |                                                                       |                                                   | MSI-DN                                            | 6 dicembre 1993                                   | 17 novembre 1997                                  | Elezione 1993                                     |
|                                                      | Nicola Cucullo                                    | FI-AN-CCD-CDU-MSFT                                    | 17 novembre 1997                                                      | 27 gennaio 2000                                   | Elezione 1997                                     |                                                   |                                                   |                                                   |
|                                                      | Giuseppe Badalamenti (Commissario prefettizio)    | –                                                     | –                                                                     | –                                                 | –                                                 | 27 gennaio 2000                                   | 1º maggio 2000                                    | –                                                 |
|                                                      | Nicola Cucullo                                    |                                                       | Movimento Sociale Fiamma Tricolore                                    |                                                   | FI-AN-CCD-CDU-MSFT                                | 1º maggio 2000                                    | 12 novembre 2004                                  | Elezione 2000                                     |
|                                                      | Andrea Gentile (Commissario prefettizio)          | –                                                     | –                                                                     | –                                                 | –                                                 | 12 novembre 2004                                  | 19 aprile 2005                                    | –                                                 |
|                                                      | Francesco Ricci                                   |                                                       | Democrazia è Libertà - La Margherita                                  |                                                   | DS-DL-PRC-IdV-SDI                                 | 19 aprile 2005                                    | 30 marzo 2010                                     | Elezione 2005                                     |
|                                                      | Umberto Di Primio                                 |                                                       | Il Popolo della Libertà (fino al 2013) Nuovo Centrodestra (2013-2017) |                                                   | PdL-UDC-MpA-LN-LD-L. civiche                      | 30 marzo 2010                                     | 19 giugno 2015                                    | Elezione 2010                                     |
|                                                      | Umberto Di Primio                                 | Forza Italia (2017-2020) Fratelli d'Italia (dal 2020) |                                                                       | FI-NCD-UDC-L. civiche                             | 19 giugno 2015                                    | 8 ottobre 2020                                    | Elezione 2015                                     |                                                   |
|                                                      | Diego Ferrara                                     |                                                       | Partito Democratico                                                   |                                                   | PD-SI-L. civiche                                  | 8 ottobre 2020                                    | in carica                                         | Elezione 2020                                     |